# Bącznik
Bącznik (do 1945 niem. Dieckmühl, pot. Wydmy) – osada w Polsce położona w województwie zachodniopomorskim, w powiecie goleniowskim, w gminie Goleniów, na skraju Puszczy Goleniowskiej, na Równinie Goleniowskiej, nad strugą Wisełką.

## Historia
Powstanie osady wzmiankowanej początkowo jako Dieckmühle wiąże się z budową w tym miejscu młyna. Pierwotnie (1784) był to młyn wiatrowy, przy którym działały także tłuczarka oraz tartak. Był on własnością wsi Stawno, jednak korzystać mogli z niego również mieszkańcy kolonii Bolechowo. Na przełomie XVIII i XIX wieku ten stan uległ zmianie – młyn i tartak stały się własnością Bolechowa, a prawo do korzystania z niego z licznymi przywilejami zachowali mieszkańcy Stawna i Stargardu. Z wykorzystaniem uchodzącej do Iny strugi, dziś nazywanej Wisełką, przekształcono go w młyn wodny (przed 1815). W Dieckmühl ulokowano także leśniczówkę należącą do obwodu leśnego w Poczerninie. Zgodnie ze statystykami z 1864 roku osadę zamieszkiwało 27 osób – z tego 7 w leśniczówce. W 1883 roku urodził się tu Walther Hartmann – szczeciński fizyk i filolog, poległy w I wojnie światowej.

## Współczesność
Obecnie osadę zamieszkuje kilkanaście osób. W dolinie Wisełki zachowały się ruiny młyna wodnego: fundamenty, fragmenty śluzy i umocnienia brzegów. Nieopodal można oglądać słup milowy z wykutymi (choć dziś już niewidocznymi) odległościami do Goleniowa i Stargardu. Dom pod numerem 1 jest leśniczówką nadleśnictwa Kliniska.

## Turystyka
Przy drodze łączącej Stawno z Kliniskami znajduje się parking leśny oraz miejsce wypoczynku z zadaszonym miejscem na ognisko. Zaraz obok stoi wybudowana w 2020 roku wieża widokowa, licząca ponad 14 metrów, z której można podziwiać rozlewisko rzeki Iny. Po drugiej stronie rzeki znajduje się punkt początkowy szlaku kajakowego „Meandry Iny”.
Okoliczne miejscowości: Bolechowo, Stawno, Łęsko